# 三重県道641号平野亀山線
三重県道641号平野亀山線（みえけんどう641ごう ひらのかめやません）は、三重県鈴鹿市から亀山市に至る一般県道である。

## 概要
鈴鹿市平野町から亀山市田村町に至る。

### 路線データ
- 起点：三重県鈴鹿市平野町（字若林1368番地先[1][2]：三重県道54号鈴鹿環状線上）
- 終点：三重県亀山市田村町（鳶ヶ尾交差点、三重県道639号名越長明寺線交点）

## 歴史
- 1959年（昭和34年）
  - 1月25日 - 「一般県道641号平野和泉線」として認定[3]

起点：三重県鈴鹿市平野町
終点：三重県鈴鹿市和泉町
  - 3月31日 - 道路区域の決定[4]
  - 5月19日 - 道路の供用開始[5]

三重県鈴鹿市平野町字花林1368番地先から三重県鈴鹿市和泉町字里道218番地を経て三重県鈴鹿市和泉町字天白80番地先まで（延長1.67 km）
- 1961年（昭和36年）10月1日
  - 「一般県道641号平野和泉線」を廃止[6]
  - 「一般県道641号平野亀山線」として認定[7]（路線を延長、終点を変更）

起点：三重県鈴鹿市平野町
終点：三重県亀山市

## 路線状況

### 重複区間
- 三重県道54号鈴鹿環状線（鈴鹿市平野町）

### 道路施設

#### 橋梁
- 平和橋（鈴鹿川・椋川、鈴鹿市）

## 地理

### 通過する自治体
- 三重県
  - 鈴鹿市 - 亀山市 - 鈴鹿市 - 亀山市

### 交差する道路
| 交差する道路                                                      | 市町村名 | 交差する場所 | 交差する場所        |
| ----------------------------------------------------------------- | -------- | ------------ | ------------------- |
| 三重県道54号鈴鹿環状線 重複区間起点 三重県道54号鈴鹿環状線 / 旧道 | 鈴鹿市   | 平野町       | 起点                |
| 三重県道54号鈴鹿環状線 重複区間終点                               | 鈴鹿市   | 平野町       |                     |
| 国道1号 / 東海道                                                  | 鈴鹿市   | 小田町       | 小田町交差点        |
| 三重県道639号名越長明寺線                                         | 亀山市   | 田村町       | 鳶ヶ尾交差点 / 終点 |

### 交差する鉄道
- 関西本線

### 沿線
- JR東海関西本線 井田川駅
- 鈴鹿市立井田川小学校
- 亀山井田川郵便局